# Kara Mustafa Paixà
Kara Mustafa Paşa (Merzifon, 1634/1635- 25 de desembre de 1683) fou un gran visir otomà al servei de Mehmet IV.
Va ocupar diversos càrrecs i el 1655/1656 fou nomenat governador de Trípoli del Líban. Va participar en la campanya de Transsilvània del 1658 fins a la conquesta de la fortalesa de Yanova (Jenö) l'1 de setembre de 1658. El 15 de febrer de 1660 fou nomenat governador (beglerbeg) de Silistra fins al 26 d'abril de 1661; el 25 de juny de 1661 fou elevat al rang de visir.
El 23 de desembre de 1661 fou nomenat kapudan paixà. El 13 d'abril de 1663 va ser nomenat caimacan mantenint el càrrec de kapudanlik-i derya a la flota per mitjà d'un delegat; el 1665 va retornar plenament a les funcions de kapudan paixà i el febrer de 1666 a les de caimacan deixant finalment el càrrec de kapudan paixà càrrec en el qual el va substituir el seu cunyat Kaplan Mustafa Pasha. Va restar caimacan fins a la tornada del gran visir de Creta el 27 de juny de 1670. Després fou tercer visir i va ocupar diversos càrrecs; en la campanya de Polònia de 1672 va participar en el setge de Khotin i al de Kamaniče (19 a 27 d'agost de 1672) i va dirigir la conquesta de Bučash (Buczacz); va negociar i signar el tractat de Bučash de 18 de setembre de 1672 pel qual Podòlia passava a l'Imperi Otomà, i s'establia el protectorat otomà a la Ucraïna occidental.
El 28 de juny de 1675 fou promès a una filla del sultà de nom Küčük Sultan. Per malaltia del gran visir Fadil Ahmed Pasha, va exercir interinament les funcions del 28 de juliol de 1676 al 10 d'octubre de 1676 quan fou nomenat caimacan durant el viatge de Mehmet IV a Edirne; el gran visir Köprülü Fazıl Ahmed Paşa va caure en coma pel camí (19 d'octubre) i Kara Mustafa va omplir les seves funcions legalment; el segell fou enviat el 3 de novembre de 1676 (al morir el gran vsir) i el sultà el va confirmar en el càrrec; va restar en funcions efectivament els següents set anys fins a la seva mort.
El seu gran afer fou el problema del Dnièper, derivació de l'acord amb Polònia d'Izrandja (Zurawno) del 1676 que va obrir la via a la rivalitat russootomana a Ucraïna i la Guerra russo-turca (1676-1681); el hetman cosac Dorotchenko va abandonar el camp otomà i Kara Mustafa va iniciar la primera campanya contra Rússia el 1677, sense gaire èxit; el 1678 va fer una segona expedició i va ocupar la ciutat cosaca de Čehrin (agost) que va arrasar; el 1679 es van construir diverses fortaleses al Dnièper i al Bug; el 1680 es va fer la tercera campanya també sense resultats; finalment es va pactar la treva russootomana de 13 de març de 1681. El 1682 va reconèixer com a rei titella d'Hongria al noble Imre Thököly, i va imposar condicions per renovar la Pau de Vasvár que expirava el 1684; al mateix temps preparava un gran exèrcit i el gener de 1683 aquestes forces van sortir d'Edirne manades pel sultà i el gran visir per una campanya a Hongria i pel segon intent otomà de conquerir Viena. Aquesta fase final de la guerra inclou un gran nombre d'operacions que no poden ser tractades en aquest article. El setge de Viena es va haver d'aixecar el 12 de setembre de 1683, i Kara Mustafa es va retirar a Tanik (Raab, Györ) (14 a 17 de setembre) i després cap a Buda on va arribar el 22 de setembre on va reorganitzar les forces i va enviar 6000 homes a la guarnició de Buda per reforçar Ujvár.
Després va marxar a Belgrad on es va disposar a passar l'hivern (18 de novembre de 1683). La derrota militar va comportar la seva caiguda política. El sultà havia sortit de Belgrad cap a Edirne el 13 d'octubre i va arribar a aquesta ciutat el 6 de desembre; allí va aprovar inicial el pla de Kara Mustafa de tornar a atacar Viena la primavera següent, però va rebre fortes pressions en contra del gran visir, fins que el sultà va decretar la seva execució el 13 de desembre; uns enviats geníssers varen complir la sentència el 25 de desembre de 1683 a Belgrad. Kara Mustafà fou executat per estrangulació amb una corda de seda. Després de l'execució, fou decapitat i el seu cap enviat al soldà dins una bossa de vellut.
Segons la tradició, quan el campament turc hagué de ser abandonat precipitadament davant l'arribada de les tropes poloneses, hi trobaren diversos sacs plens de grans cafè que menaren al costum de beure cafè per tot occident.